# Алланш (кантон)
Алла́нш (фр. Allanche) — кантон во Франции, находится в регионе Овернь, департамент Канталь. Входит в состав округа Сен-Флур.
Код INSEE кантона — 1501. Всего в кантон Алланш входят 11 коммун, из них главной коммуной является Алланш.

## Коммуны кантона
| Коммуна        | Население, чел. (1999) | Почтовый индекс | Код INSEE |
| -------------- | ---------------------- | --------------- | --------- |
| Алланш         | 1 101                  | 15160           | 15001     |
| Вез            | 100                    | 15160           | 15256     |
| Верноль        | 81                     | 15160           | 15253     |
| Журсак         | 155                    | 15170           | 15080     |
| Ландейра       | 120                    | 15160           | 15091     |
| Пейрюс         | 215                    | 15170           | 15151     |
| Прадье         | 111                    | 15160           | 15155     |
| Сегюр-ле-Вилла | 270                    | 15300           | 15225     |
| Сен-Сатюрнен   | 248                    | 15190           | 15213     |
| Сент-Анастази  | 167                    | 15170           | 15171     |
| Шармансак      | 130                    | 15500           | 15043     |

## Население
Население кантона на 1999 год составляло 2 698 человек.
| 1962  | 1968  | 1975  | 1982  | 1990  | 1999  | 2006 | 2007 |
| ----- | ----- | ----- | ----- | ----- | ----- | ---- | ---- |
| 4 030 | 4 529 | 3 987 | 3 492 | 3 096 | 2 698 | —    | —    |